# 莱西南县
莱西南县，中国旧县名。山东抗日根据地设。
1941年2月，由莱阳县析置莱东县，习称莱西县。10月，中共莱西（莱阳）县委按照胶东区党委决定，为开辟新区、加强党对新区的领导，于10月中旬将莱西（莱阳）县西南部九、十两个整区和六、七区部分村庄划为莱西南县。中共莱西（莱阳）县委奉命组建中共莱西南县工作委员会，邹春光任工委书记，王潘林任组织委员，邹国卿（即柳泉）任宣传委员。此时，县域大部分为敌占区，部分村庄为游击区，工委机关驻平度县黄同村（今属平度市旧店镇）一带。2月，中共莱西南县工委由黄同村迁驻河里套地区的李家崮一带（李家崮今属平度市仁兆镇）。1942年7月，成立中共莱西南县委和莱西南县行政公署，县委书记张公庭，县行政公署主任李涤生。
在日、伪、顽军三方夹击下，抗日根据地日益缩小。1942年底，莱西（莱阳）根据地仅剩下十七八个村庄。中共莱西南县委只能在河里套地区的李家崮几个村庄活动。1942年前后，莱西（莱阳）县委、政府机关常年驻招远县犁儿埠一带，莱西南县党政机关住平度县黄同村一带。南海地委和军分区于1942年年初由平度县迁驻河里套地区后。中共莱西南县委和县大队坚持在河里套、店埠一带领导组织反封锁、反“扫荡”、反“蚕食”斗争。
1943年9月，莱西南县委建立人民武装抗日自卫委员会（简称武委会），并建立各区武委会。1943年入冬后，莱西南县委对县以下各级政权进行民主选举，改造村政权。1944年初，建立和改造了孙家汇、3个曲埠、6个管村、3个崮、3个店、大小辛庄、南北大佛阁等30个村的民主政权。5月，莱西南县委、行署机关由李家崮迁往代家店时，被日伪军包围，突围中，30多人牺牲。
1945年2月，胶东区党委向莱西南县派出开辟新区工作团。莱西南县的根据地迅速扩大。2月15日，莱西南县的河岔、管村、孙家崮、孙家汇、曲店、代家店等26个村划属平度县管理。4月中旬，南海军区独立团某营，攻克姜山据点。此时，莱西南县只剩下孙受、夏格庄（今山东省莱西市夏格庄镇）两处日伪据点。5月中旬，莱西南县参议会在院上区礼格庄召开会议，宣布成立莱西南县民主政府，选举韩健民为县长，撤销莱西南县行政公署。7月，工作团完成任务归队。莱西南县除夏格庄日伪据点周围村庄外，其余村庄全部“解放”。8月日本無條件投降。8月15日，莱西（莱阳）、莱西南两县划定所辖区域。莱西南县设10个县辖区，共360个行政村。8月16日，胶东军区部队对胶济铁路东段沿线和胶东半岛各城镇的日伪军发起反攻。莱西南县独立营与南海独立团一部，在两千余名民兵配合下，包围夏格庄据点。至22日，莱西县、莱西南县全境“解放”。10月，莱西南县夏格庄区的于家屯、乔家屯划归即墨县。
1946年6月下旬，因国军的军事攻势，莱西南县委、县政府迁驻院上区上泊村一带。1947年12月，胶东保卫战结束。莱西南县境内已无占驻国军。1949年时，莱西南县委、政府县机关驻地在夏格庄。1950年3月，胶东行政公署决定莱西（莱阳）、莱西南两县合并称莱西县。撤销莱西南县委、县民主政府。